# Фінал кубка африканських націй 2021
Фінал Кубка африканських націй 2021 — останній матч на Кубку африканських націй з футболу 2021 року, в якому визначався переможець турніру. Гра проходила 06 лютого 2022 року на Стадіоні «Олембе» в Яунде, Камерун. Учасниками матчу стали збірні Сенегалу та Єгипту. Основний час завершився з рахунком 0:0. У додатковий час суперники також не змогли забити. Переможцем у серії пенальті 4:2 стала збірна Сенегалу.

## Передісторія
На шляху до фіналу команда Сенегалу вийшла з групи з першого місця, перемігши команду Зімбабве 1:0 і зігравши нульові нічиї з Малаві та Гвінеєю. В 1/8 фіналу сенегальці перемогли команду Кабо-Верде 2:0, у чвертьфіналі подолали Екваторіальну Гвінею 3:1. З таким же рахунком 3:1 у півфіналі Сенегал здолав збірну Буркіна-Фасо.
Єгипет у групі стартував з поразки від збірної Нігерії 0:1. З таким же рахунком 1:0 Єгипет переміг Судан та Гвінея-Бісау і вийшов в 1/8 фіналу. Тут у серії пенальті пройшов Кот-д'Івуар, в чвертьфіналі був сильнішим за Марокко 2:1. У півфіналі так само у серії післяматчевих пенальті єгиптяни здолали збірну Камеруну.
| Поз | Команда  | І | О |
| --- | -------- | - | - |
| 1   | Сенегал  | 3 | 5 |
| 2   | Гвінея   | 3 | 4 |
| 3   | Малаві   | 3 | 4 |
| 4   | Зімбабве | 3 | 3 |

| Поз | Команда      | І | О |
| --- | ------------ | - | - |
| 1   | Нігерія      | 3 | 9 |
| 2   | Єгипет       | 3 | 6 |
| 3   | Судан        | 3 | 1 |
| 4   | Гвінея-Бісау | 3 | 1 |

### Деталі матчу
| 6 лютого 2022 20:00 |

| Сенегал                                            | 0–0      | Єгипет                                    |
| -------------------------------------------------- | -------- | ----------------------------------------- |
|                                                    | Протокол |                                           |
|                                                    | Пенальті |                                           |
| - Кулібалі - А. Діалло - Б. Сарр - Б. Дьєнг - Мане | 4–2      | - Зізо - Абдельмонем - Мар. Хамді - Лашін |

| «Олембе», Яунде Арбітр: Віктор Гомес (ПАР) |

| Сенегал | Єгипет |

| GK               | 16 | Едуар Менді         |     |     |
| RB               | 20 | Буна Сарр           |     |     |
| CB               | 3  | Каліду Кулібалі (к) | 44' |     |
| CB               | 22 | Абду Діалло         | 54' |     |
| LB               | 2  | Саліу Сісс          |     |     |
| CM               | 8  | Шейху Куяте         |     | 66' |
| CM               | 6  | Нампалі Менді       | 17' |     |
| CM               | 5  | Ідрісса Гує         |     |     |
| RW               | 18 | Ісмаїла Сарр        |     | 77' |
| LW               | 10 | Садіо Мане          | 88' |     |
| CF               | 19 | Фамара Д'єдью       |     | 77' |
| Заміни:          |    |                     |     |     |
| FW               | 26 | Пап Гує             |     | 66' |
| FW               | 9  | Булай Діа           |     | 77' |
| FW               | 15 | Бамба Дьєнг         |     | 77' |
| Головний тренер: |    |                     |     |     |
| Алью Сіссе       |    |                     |     |     |

| GK               | 16 | Мохамед Абу Габаль  |     |     |
| RB               | 8  | Емам Ашур           |     |     |
| CB               | 2  | Мохамед Абдельмонем | 5'  |     |
| CB               | 15 | Махмуд Хамді        |     |     |
| LB               | 13 | Ахмед Абу Ель-Фотух |     |     |
| CM               | 5  | Хамді Фатхі         | 37' | 99' |
| CM               | 17 | Мохаммед Ель-Нені   |     |     |
| CM               | 4  | Амр Ель-Солія       |     | 59' |
| RW               | 10 | Мохаммед Салах (c)  |     |     |
| LW               | 22 | Омар Мармуш         |     | 59' |
| CF               | 14 | Мостафа Мохамед     |     | 59' |
| Заміни:          |    |                     |     |     |
| MF               | 7  | Трезеге             |     | 59' |
| MF               | 21 | Зізо                |     | 59' |
| FW               | 28 | Марван Хамді        |     | 59' |
| FW               | 18 | Моханад Лашін       |     | 99' |
| Головний тренер: |    |                     |     |     |
| Карлуш Кейрош    |    |                     |     |     |

| Гравець матчу: Мохамед Абу Габаль Помічники арбітра: Захеле Сівела (ПАР) Соуру Фатсоане (Лесото) Четвертий суддя: Жан Жак Ндала Нгамбо (ДР Конго) Резервний помічник арбітра: Олів'є Сафарі (ДР Конго) Відеоасистент арбітра: Аділь Зурак (Марокко) Помічники відеоасистента: Бушра Карбубі (Марокко) Закарія Брінсі (Марокко) | Регламент - 90 хвилин основного часу. - 30 хвилин додаткового часу за рівного рахунку після основного часу. - Післяматчеві пенальті за рівного рахунку після додаткового часу. - Максимум п'ять замін протягом матчу з правом шостої заміни під час додаткового часу. |

## Статистика
| Статистика       | Сенегал | Єгипет |
| ---------------- | ------- | ------ |
| Голів            | 0       | 0      |
| Всього ударів    | 13      | 7      |
| Ударів в площину | 8       | 3      |
| Володіння м'ячем | 57 %    | 43 %   |
| Точність пасів   | 82 %    | 76 %   |
| Кутових          | 3       | 4      |
| Сейвів           | 3       | 8      |
| Фолів            | 23      | 30     |
| Офсайдів         | 1       | 1      |
| Жовтих карток    | 4       | 2      |
| Червоних карток  | 0       | 0      |